# Johannes Baptist Katschthaler
Johannes Baptist Katschthaler, né le 29 mai 1832 à Hippach au Tyrol, et mort le 27 février 1914 à Salzbourg) est un cardinal autrichien du début du XXe siècle.

## Biographie
Katschthaler est recteur du séminaire de Salzbourg. Il est élu archevêque auxiliaire de Salzbourg en 1891. En 1900 il est élu archevêque de Salzbourg. Le pape Léon XIII le crée cardinal lors du consistoire du 22 juin 1903.
Il participe au  concile de Vatican I en 1869-1870 et au conclave de 1903, lors duquel Pie X est élu pape.

## Source
- Fiche du cardinal sur le site de la FIU